# Shingū
Shingū (jap. 新宮市 Shingū-shi) – miasto w Japonii, na wyspie Honsiu, w prefekturze Wakayama.

## Położenie
Miasto leży we wschodniej części prefektury. Graniczy z miastami:
- Kumano, prefektura Mie
- Tanabe
- oraz miasteczkami Kozagawa, Nachikatsu'ura i Kihō.

## Historia
Shingu otrzymało status miasta 1 maja 1933 roku.

## Miasta partnerskie
- Stany Zjednoczone: Santa Cruz